# Мерипиловые
Мирипиловые (лат. Meripilaceae) — семейство грибов порядка полипоровых. Грибы этого семейства растут на мёртвой древесине.

## Роды
- Abortiporus — Абортипорус
- Antrodia — Антродия
- Diacanthodes
- Grifola
- Henningsia
- Heteroporus
- Hydnopolyporus
- Meripilus — Мерипилус
- Physisporinus
- Rigidoporus — Ригидопорус